# يانغيقند
يانغيقند هي بلدة في مقاطعة غذار في ولاية قشقداريا في أوزبكستان.